# Вища освіта в Норвегії
Вищу освіту в Норвегії  надають вісім університетів, дев'ять спеціалізованих університетів, 24 університетських коледжі, а також ряд приватних університетських коледжів. Національна система вищої освіти відповідає Болонському
процесу, бакалаврським ступенем (перший цикл, три роки), магістерським ступенем (другий цикл, два роки) і докторським ступенем (третій цикл, три роки). Вступити можна після закінчення середньої школи з загальною вступною сертифікацією.
Державна освіта є безкоштовною, а один академічний рік включає в себе два семестри, з серпня по грудень і з січня по червень. Остаточна відповідальність за освіту лежить на норвезькому Міністерстві освіти і досліджень.

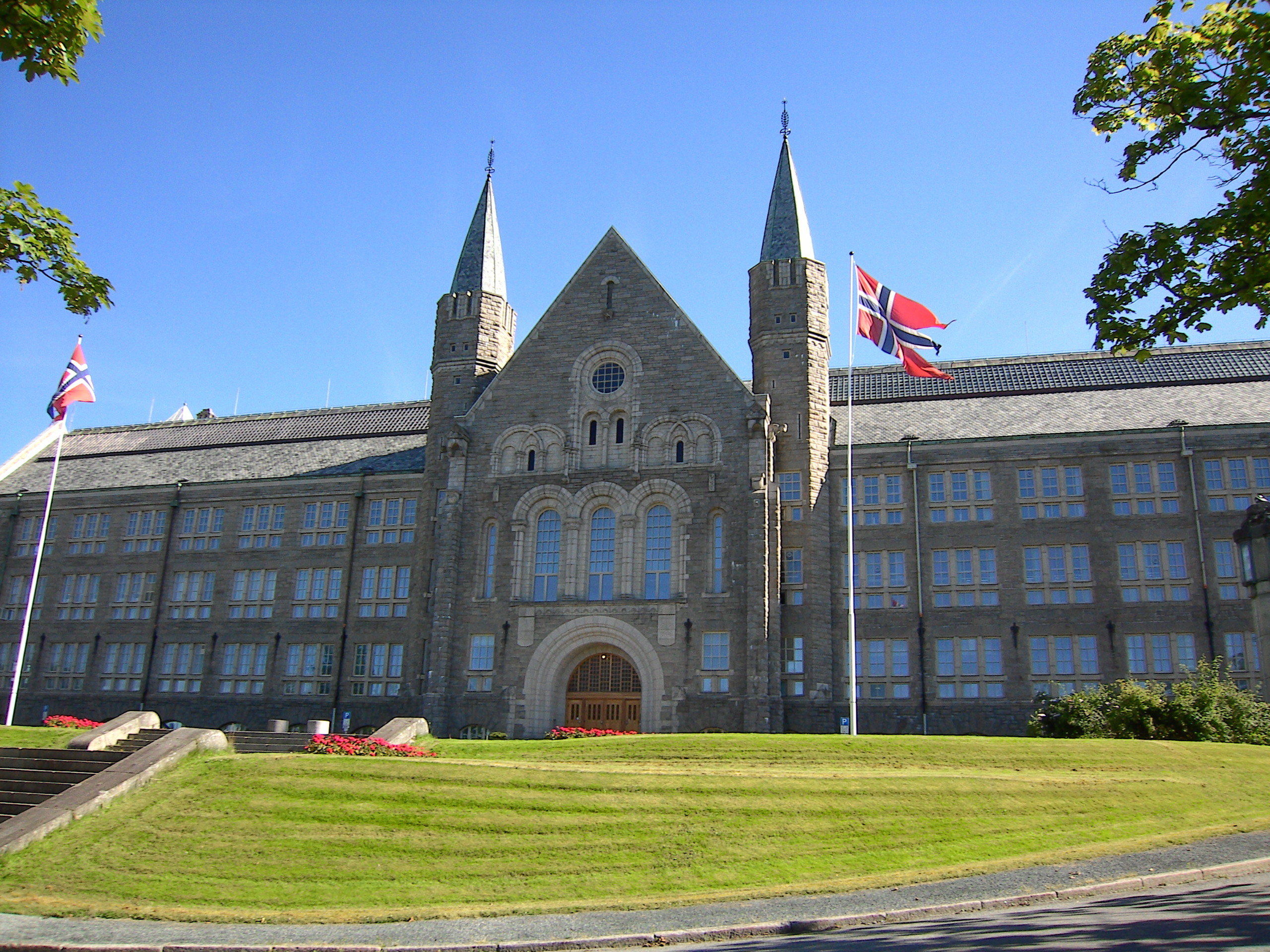
Головний корпус Норвезького університету науки і техніки в Тронхеймі.

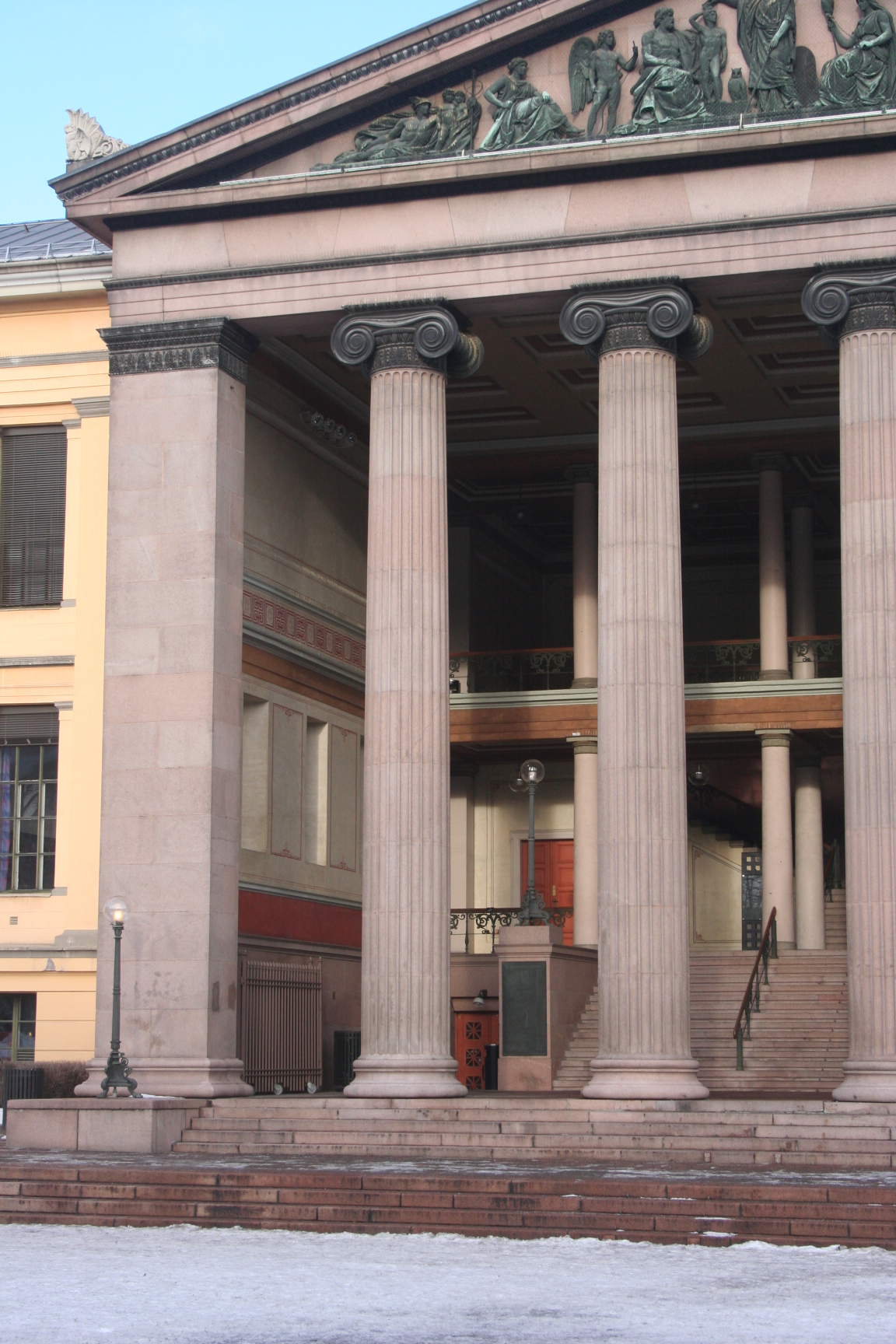
Університет Осло, заснований у 1811 році, є найстарішим університетом Норвегії

## Система

### Прийом
Вступити до закладу вищої освіти можна після трьох років вищої середньої школи з загальноприйнятою сертифікацією. Це стосується студентів без спеціалізованої освіти та професійних фахівців, які вирішили не проходити практику. Для отримання кваліфікації існує так зване правило 23/5, за умови, що абітурієнт досягнув віку 23 років, має п'ять років середньої освіти та досвід роботи, а також пройшов курси норвезької, англійської мов, математики, природознавства ти суспільствознавства. Щоб навчатися за певними спеціальностями (наприклад, інженерія), необхідно пройти спеціальзовані курси з математики, фізики та хімії. Вступ до програм рівня бакалавра координується через прийомну службу норвезьких університетів і коледжів, що базується на шкалі балів, за якою місця пропонуються студентам з найвищими рейтингами. Бали присуджуються на основі оцінок середньої школи, але також додаткові бали можуть отримати студенти із дворічною спеціальною освітою, науковою спеціалізацією, віком і закінченим одним роком вищої освіти, військової служби або народної вищої школи.

### Структура

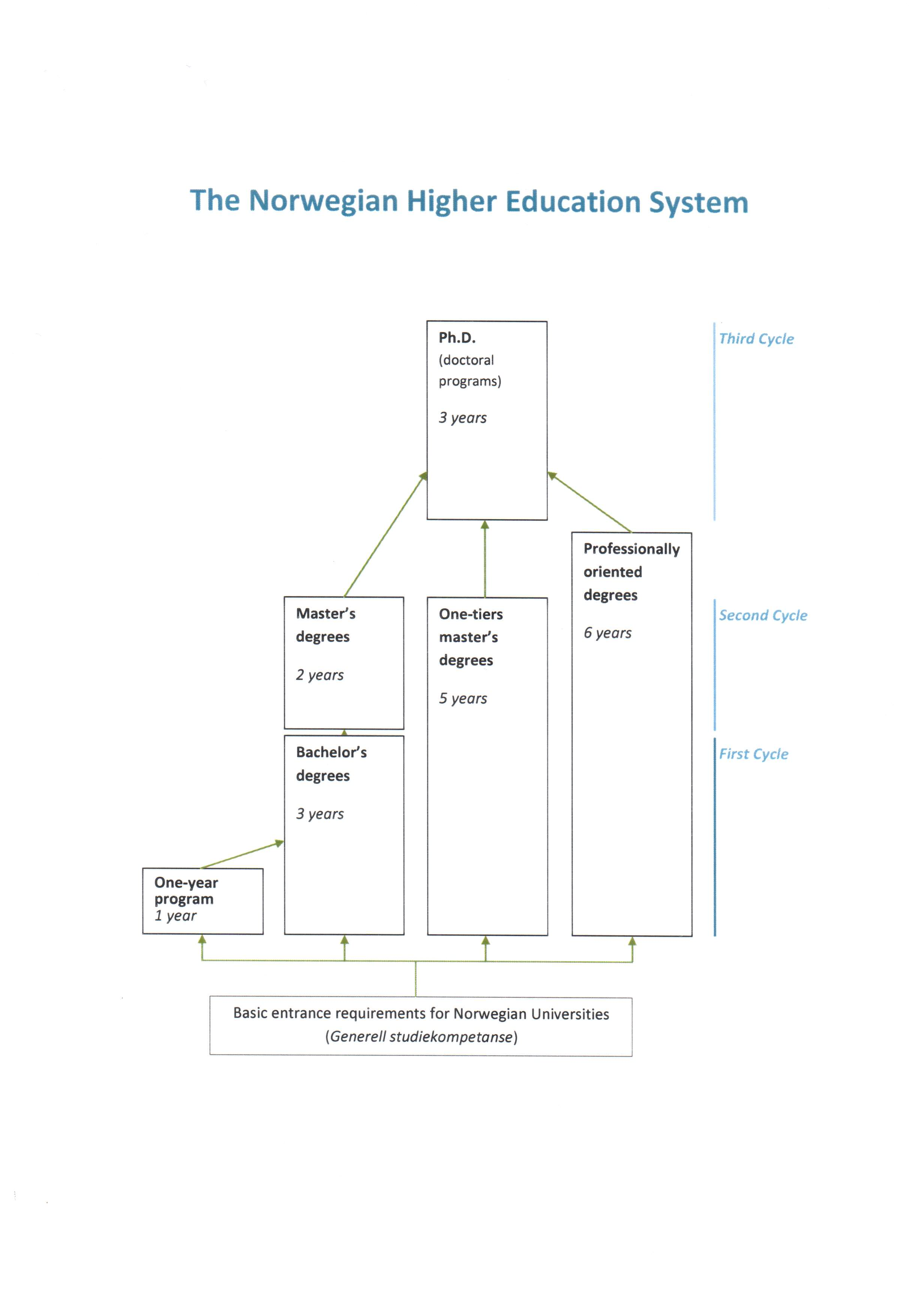

У 2003 році у всій національній системі вищої освіти було впроваджено національну реформу, яка називалася Реформою якості. Норвегія була однією з перших країн у Європі, яка впровадила Болонську конвенцію, створивши таким чином систему 3 + 2 + 3 роки відповідно до Болонського процесу. Наступним кроком було створення у 2005 році спільного акту про університети та універститетські коледжі, об'єднанням Закону про університети та університетські коледжі та Закону про приватні навчальні заклади. Спільний акт передбачає більшу рівність між державними та приватними закладами вищої освіти, тим самим більше зосереджуючись на якості вищої освіти, ніж привілейованості. Оцінка систем забезпечення якості та акредитація як державних, так і приватних установ здійснюється національним агентством з забезпечення якості NOKUT.

#### Перший цикл
Більшість студентів, які відповідають вимогам вступу до вищої освіти в Норвегії, приймаються на трирічні програми бакалавра.

#### Другий цикл
Вступ до дворічних магістерських програм базується на академічних кваліфікаціях (балах) з рівня бакалавра. Деякі програми (такі як архітектура, управління бізнесом в NHH, інженерія в NTNU), стоматологія та право — це п'ятирічні програми (один рівень).
Пропонуються три типи магістерських ступенів: магістр наук (наука та бізнес), магістр філософії (гуманітарні та соціальні науки) та магістр технологій (інженерія).

##### Професійні ступені
Деякі професійно орієнтовані програми отримали звільнення від Болонської системи. Лікарям (cand.med.), ветеринарам (cand.med.vet.), психологам (cand.psychol.), богословам (cand.theol.) і досі зараховуються 6 років навчання.

#### Третій цикл
Більшість програм включають в себе ще один рік обов'язкового навчання, що робить загальну тривалість освіти чотирирічною.

#### Система оцінювання
Відповідно до системи ECTS оцінювання проводиться за шестибальною шкалою, від A до F, при цьому A є найкращою, а E - найгіршою оцінкою. F - незадовільний бал. Зазвичай навчальна програма нараховує 60 кредитів (STP) на рік (30 за семестр), більшість установ використовують систему кредитних блоків по 7,5 або 10 балів.
Іспити, як правило, проводяться кожного семестру, у грудні та червні, хоча бувають і винятки.